# Nora Jazz Festival
Il Nora Jazz Festival è un festival jazz che si svolge a Pula, in Sardegna. Nata da un'idea di Angelo Tolu nel 2009.

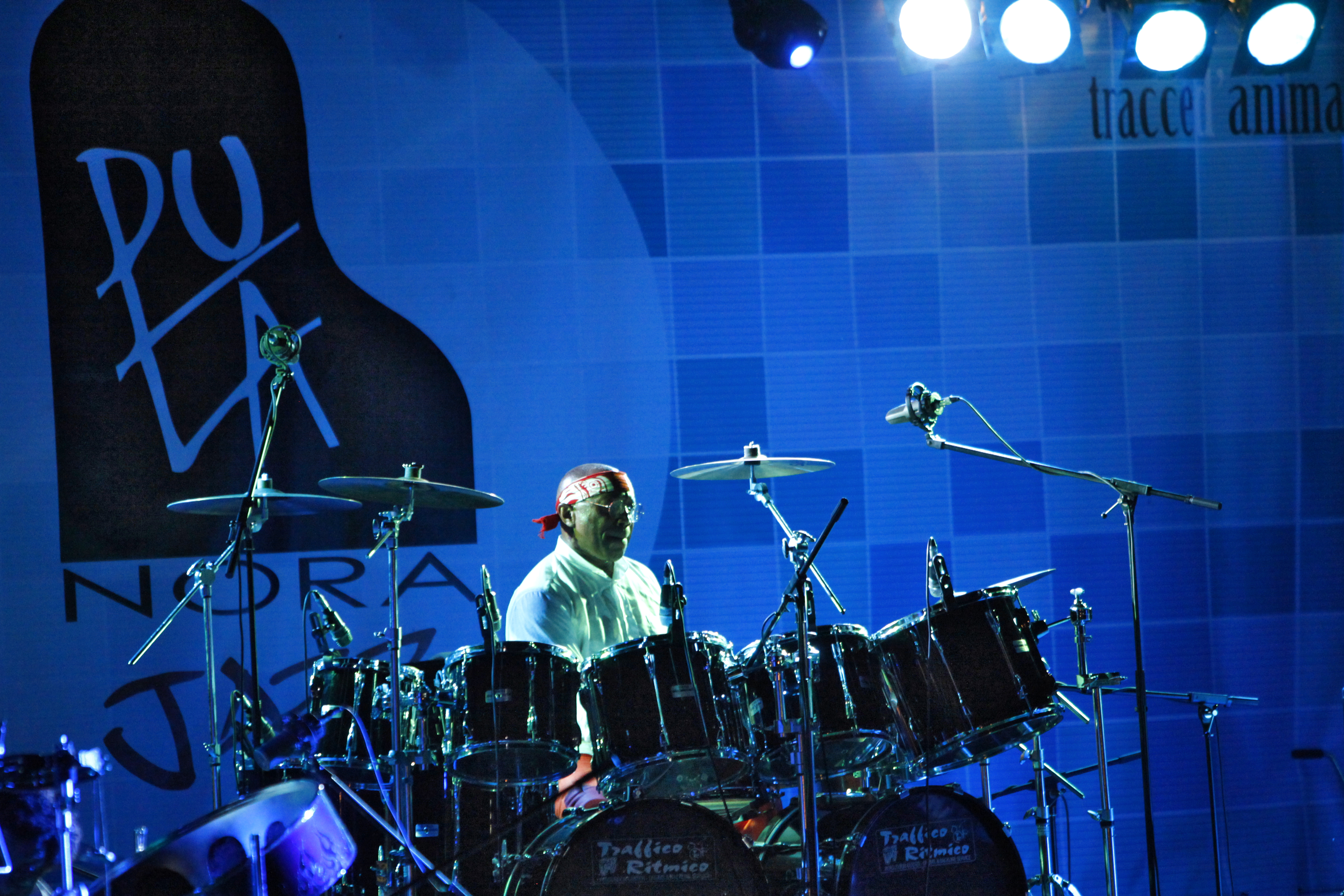
Billy Cobham al Nora Jazz Festival

Sono stati numerosi gli artisti che hanno calcato il palcoscenico dell'antico Teatro Romano di Nora, fra questi: Dionne Warwick, Stanley Jordan, Hiromi, Tuck & Patti, Tania Maria, Amii Stewart, China Moses, Lars Danielsson 
Dal 2013 la direzione artistica del Festival è affidata all'Associazione Enti Locali per lo Spettacolo della Città Metropolitana di Cagliari.

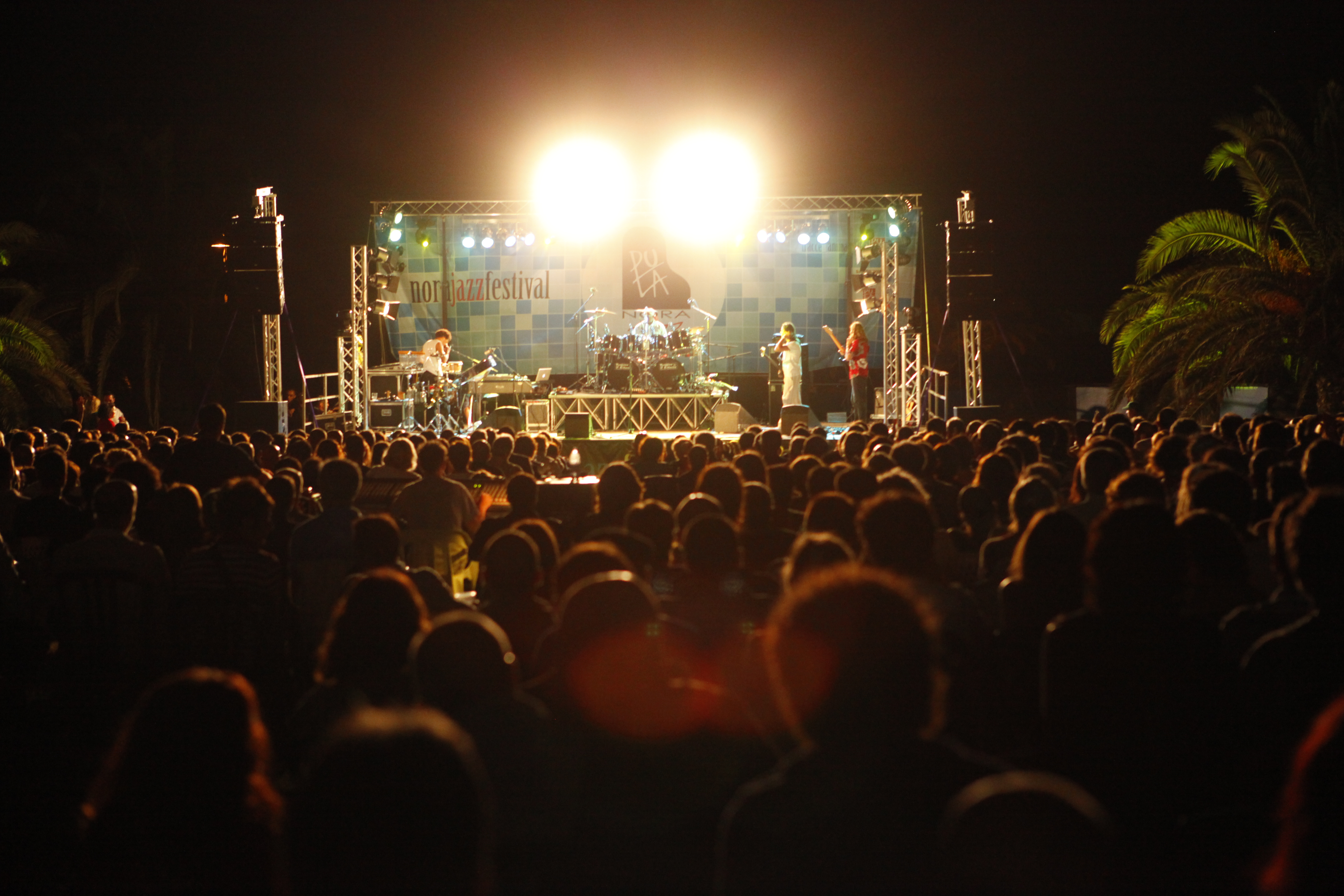
Billy Cobham @ NJF

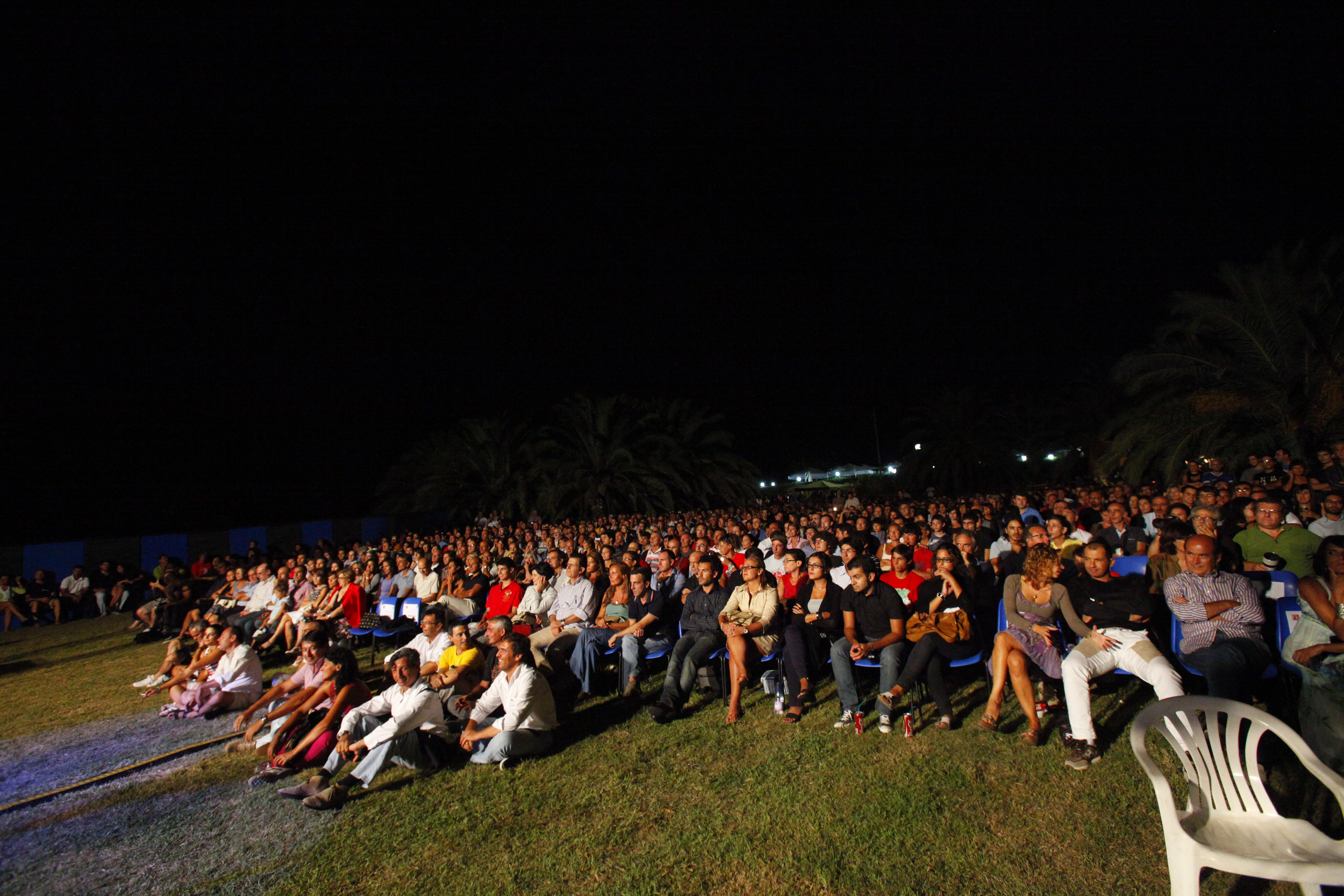
First edition @ NJF

## Il Teatro Romano
Nora è sicuramente un sito di primaria importanza per l’intera Sardegna, sia a livello storico, archeologico e culturale, sia a livello ambientale e naturalistico. Il bene culturale comprende il compendio archeologico, con le rovine dell’antica città di Nora ed il suo Teatro romano, e quello naturale, altrettanto importante, che include la Laguna di Nora, uno dei più grandi patrimoni di biodiversità dell’isola. Compendio quest’ultimo estremamente rilevante anche sotto il profilo economico-produttivo, in quanto epicentro isolano delle attività di ittiturismo.
Unico Teatro Romano riconosciuto della Sardegna, l’edificio si trova nel centro monumentale dell’abitato e si data al 40 dopo Cristo. Allo stato attuale si conservano le parti più importanti del teatro: gli spettatori trovano spazio nella cavea di II gradoni in andesite violacea; i due ingressi laterali; il pavimento dell’orchestra pavimentato in lastre in porfido rosso con un bordo esterno in mosaico; le strutture centrali della scena con gli incassi per la travatura lignea su cui poggiava il palcoscenico; le scalette per raggiungere gli spalti sopra gli ingressi (tribunalia). 
La capienza del teatro doveva aggirarsi intorno ai 1200 posti a sedere. Dopo il 400 dopo Cristo perse il suo uso di luogo di svago e venne adibito a scopo abitativo